# 賀川浩
賀川 浩（かがわ ひろし、1924年12月29日 - 2024年12月5日）は、兵庫県出身の元サッカー選手、スポーツライター。実兄に元サッカー日本代表選手の賀川太郎がいる。

## 来歴
神戸一中2年にサッカー部にマネージャーとして入部、5年時にはFW選手として
全国大会を制覇。その1ヶ月後に第二次世界大戦が始まった。戦争末期には特別攻撃隊に志願し、出撃数日前に終戦を迎えた。朝鮮北部の海州にいた賀川は上官であった川上晃良（社会人登山家で、戦後利尻岳の冬季初登頂を果たす）らと共に部隊の飛行機に乗って南側に脱出することが出来た。
復員後神戸商大、大阪サッカークラブなどの黄金時代に選手として活躍し、優勝、東西対抗出場、天皇杯準優勝などを経験した。
スウェーデンヘルシンボリのクラブチーム来日時に依頼され京都新聞に記事を書いたことがきっかけで1952年から産経新聞のスポーツ記者になる。産経在籍時「中学生の息子（岡田武史）が”ドイツへ渡りプロサッカー選手を目指す”と頑を張り困っている」という親からの相談を持ちかけられ、賀川が岡田少年を窘めて収まった。
1975年から10年間のサンケイスポーツ編集局長（大阪）などを経て1990年からフリーランスとなる。2007年より日本サッカーミュージアムの協力のもと、「日本サッカーアーカイブ」をプロデュースしている。2010年8月17日、日本サッカー協会より第7回の日本サッカー殿堂に特別表彰として選ばれた。
2014年4月に自身のサッカー関連蔵書が神戸市立中央図書館に寄託され、「神戸賀川サッカー文庫」として公開される。
2015年（平成27年）1月12日、FIFA会長賞受賞。
日本のサッカーやスポーツの振興・発展に多大なる貢献を認められ、2015年度の第6回日本スポーツ学会大賞を受賞。
2022年時点でサッカー雑誌『月刊グラン』（発行：中日新聞社）にて、コラム「続 このくにとサッカー」を連載しており、2022年2月号では「97歳になった。(中略)ここまでよく生き延びてきたと思うが、まだまだサッカーについて考えたりいろんな話を聞いたりしたい」と記している。
2024年12月5日、兵庫県神戸市内の病院において死去した。99歳没。同年12月29日に控えていた満100歳の誕生日を目前にしての死去だった。

## 人物
取材歴はワールドカップ10回、ヨーロッパ選手権5回、南米選手権1回。ワールドカップの認知度が非常に低い頃から「サッカーは世界で一番愛されているスポーツ」と語っていた。日本サッカーの黎明期から日本サッカーに携わり続け、存命時は昭和から令和初頭までの日本サッカー史の森羅万象を知り尽くした生き字引・ご意見番ともいえる存在であり、武智幸徳は「人間国宝」と評した。
1974年のワールドカップ西ドイツ大会時、1ヶ月に及ぶ長期出張に際して、取材費は自費、事件に巻き込まれたときには労働災害扱いとしてもらうことをサンケイスポーツ新聞社に求めた。また、その自らの取材記にスポーツ用品メーカーの協賛を取り付けることで、長期出張を実現させている。
岡田武史は中学3年生の時に賀川と会っている。当時ドイツにサッカー留学したいとダダをこねる岡田を説得させようと訪ねさせ、「全然ダメだからせめて高校を出ろ」と一喝した。また、セルジオ越後が少年サッカーのコーチに就く際に資格未取得が問題となったが、当時協会の技術委員だった平木隆三を「ルールなんか自分らに合わせたらええ」と説得し、特別認定コーチという資格を与えさせた。殿堂入りパーティーには彼らをはじめ多くの著名人が集まった。

## 主な著作

### 単著
- 『90歳の昔話ではない。古今東西サッカークロニクル』東邦出版、2014年。ISBN　978-4-8094-1250-9
- 『〈対談集〉このくにのサッカー：日本サッカーの「これまで」と「これから」』苦楽堂、2017年。ISBN　978-4-908087-06-6

### 監修
- （釜本邦茂）『サッカー：ストライカーの技術と戦術』講談社〈講談社スポーツシリーズ〉、1977年。 全国書誌番号:77027795
  - 「〈第3章〉栄光のゴール！：釜本邦茂の得点記録」の編集も担当。
- 『ストライカーの美学：釜本邦茂写真集』東方出版、1985年。全国書誌番号:85052619
- （ブライアン・グランヴィル）『〈決定版〉ワールドカップ全史』（田村修一ほか訳）草思社、1998年。ISBN 4-7942-0818-9
  - 改訂版[12]『ブライアン・グランヴィルのワールドカップ・ストーリー』新紀元社、2002年。ISBN　978-4-7753-0084-8
- 『ヤンマーサッカー部の歴史：1957 - 1993』ヤンマーサッカー部OB会、2002年。
- （竹之内響介）『ベルリンの奇跡：日本サッカー煌きの一瞬』東京新聞、2015年。ISBN　978-4-8083-1006-6

### その他
- 『ボールを蹴って50年：神中クラブ50年史』（神戸一中・神戸高校サッカー部史）神中サッカー・クラブ、1966年。NCID BN15452985
- 「ストライカーの技術講座」（サッカーマガジン）
- 「ワールドクラスの技術」（ベースボールマガジン社）
- 『サッカー日本代表 世界への挑戦：1936-2002 Japan football history』新紀元社、2002年。ISBN　978-4-7753-0024-4